# Ерее-Гол
Ерее-Гол (ранее по-русски именовалась Еру-Гол, Еро-Гол; монг. Ерөө гол) — река на севере Монголии, правый приток Орхона.
Река берёт начало в горах Хэнтэй. Длина реки составляет 323 км, площадь водосборного бассейна — 11 860 км². В бассейне реки производится промышленная заготовка леса, сама река используется для лесосплава.